# 5382 McKay
5382 McKay è un asteroide della fascia principale. Scoperto nel 1991, presenta un'orbita caratterizzata da un semiasse maggiore pari a 2,6296115 UA e da un'eccentricità di 0,0906873, inclinata di 12,76799° rispetto all'eclittica.
L'asteroide è dedicato all'esobiologo americano Christopher McKay.